# 柱穴

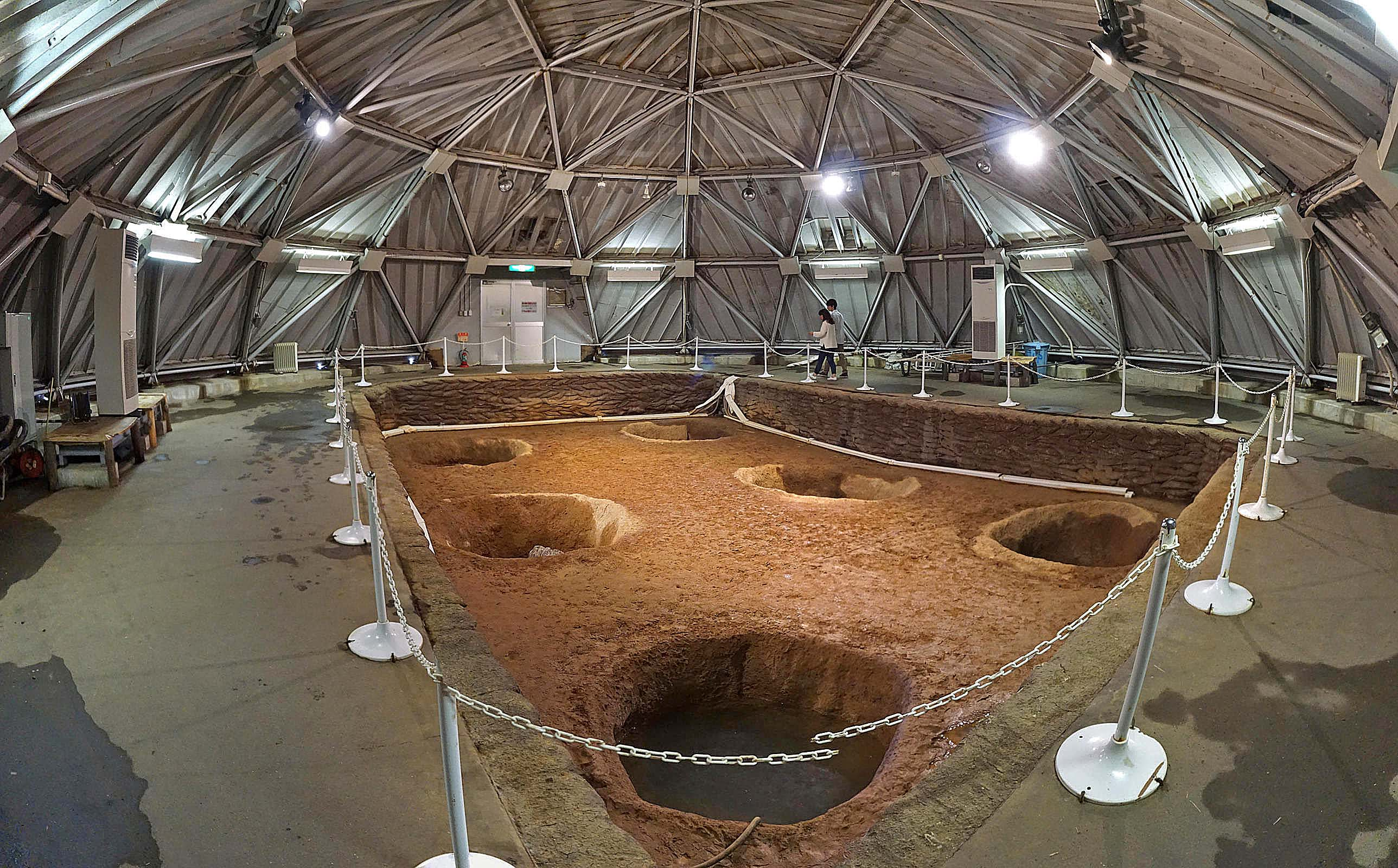
青森県三内丸山遺跡の六本柱建物の柱穴。

柱穴（ちゅうけつ、はしらあな）は、柱を立てるための穴。考古学的には次の2つの場合が考えられるが、遺構確認面や穴の大きさ・向き・配列などによって、そのいずれかを判断する。

## 竪穴建物に伴う柱穴
人間が居住できるスペースだけ地面を掘りくぼめて竪穴建物をつくる際、それに屋根をかけるために柱を立てる。したがって、柱穴の遺構確認面は竪穴のさらに下層になる。平面形が円形や楕円形を基調とする縄文時代や弥生時代の竪穴建物の場合はその形状に応じて竪穴の内側に、方形の多い奈良時代・平安時代の場合は竪穴内側の四隅（およびその間）に主柱となる柱穴があり、竪穴外側に支え柱をともなうことが多い。いずれの場合も、屋根は地表面までの三角状（円錐状）と考えられる場合が多いので、柱穴の向きも傾いて検出されることがある。

## 掘立柱建物を建てるための柱穴
礎石建物が普及する以前は穴を掘りくぼめて、その上にまっすぐ柱を立て、さらに上屋を立てる建物がつくられた。これが「掘立柱建物」である。古代や中世の集落遺跡に多いが、民家では近世に至るまで掘立柱建物がつくられた。この場合は、柱穴の遺構確認面は当時の地表面（生活面）である。配列は、方形を基調として格子状を呈する場合も多い。庇のための柱穴は母屋を構成する柱穴より若干小さい傾向がある。もともと垂直に立てられたものなので、特殊な場合をのぞき柱穴の向きはまっすぐである。